# Після сонця
«Після сонця» (англ. Aftersun) — британсько-американська драма 2022 року. Сценаристка і режисерка Шарлотта Веллс, у головних ролях Пол Мескаль, Франческа Коріо та Селія Роулсон-Голл. Фільм показаний на Каннському кінофестивалі 31 травня 2022 року, прокат у США розпочався 21 жовтня 2022 року.

## Синопсис
31-річна Софі передивляється відеозапис та згадує відпустку, яку вона провела 20 років тому разом із батьком в Туреччині. Історія стосунків дівчинки-підлітка, яка переживає етап дорослішання, та її батька, який стикається з проблемами здоров'я і фінансовими складнощами.

## Актори
- Пол Мескаль — Калум
- Френкі Коріо в ролі Софі
  - Селія Роулсон-Голл[en] у ролі дорослої Софі
- Бруклін Тулсон
- Саллі Месшем
- Гаррі Пердіос — Тобі

## Виробництво
«Після сонця» — повнометражний дебют режисера та сценариста Шарлотти Веллс. Назвавши його «емоційно автобіографічним», вона намагалася заглибитися в «інший період» у стосунках між молодим батьком і донькою, ніж той, який вона досліджувала у своєму дебютному короткометражному фільмі 2015 року «Вівторок» (англ. Tuesday). Франческа Коріо була однією з понад 800 претендентів на роль. Зйомки проходили в Туреччині.

## Випуск
Прем'єра фільму відбулася 31 травня 2022 року в рамках Міжнародного тижня критики під час Каннського кінофестивалю 2022, де він отримав приз журі. Він відкрив Единбурзький міжнародний кінофестиваль 12 серпня і демонструвався на кінофестивалі в Аделаїді з 19 жовтня 2022 року
Він буде розповсюджуватися в Австрії, Франції, Німеччині, Індії, Ірландії, Італії, Латинській Америці, Іспанії, Туреччині та Великобританії компанією Mubi, а в Сполучених Штатах і Канаді компанією A24 з випуском 21 жовтня 2022 року в США

## Прийняття
Згідно з вебсайтом-агрегатором рецензій Rotten Tomatoes, рейтинг схвалення «Після сонця» становить 98 % на основі 45 відгуків критиків із середнім рейтингом 8,8/10. Консенсус критиків вебсайту звучить так: «Під проводом приголомшливої гри Френкі Коріо, „Після сонця“ спритно веде аудиторію до перетину наших спогадів про близьких і того, ким вони є насправді». Metacritic присвоїв фільму середню оцінку 91 зі 100 на основі 12 рецензій, що вказує на «загальне визнання». Галліган із «Screen Daily» написала, що Веллс створила «розважене, але невпинне дослідження», та відзначила відзначає її «як один із найбільш багатообіцяючих нових голосів у британському кіно за останні роки». Гай Лодж із «Variety» описав фільм як «чуттєвий, різко зворушливий». Карлос Агілар із «The Wrap» похвалив «візуально плавну» операторську роботу Грегорі Оке та вважає, що вона «пробуджує сяючу меланхолію».

### Номінації
| Нагорода                | Дата церемонії   | Категорія              | одержувач(и)   | Результат |        |
| ----------------------- | ---------------- | ---------------------- | -------------- | --------- | ------ |
| Каннський кінофестиваль | 28 травня 2022 р | Гран-прі Тижня критики | Шарлотта Уеллс | Номінація | [ 19 ] |
| Каннський кінофестиваль | 28 травня 2022 р | Приз журі French Touch | Шарлотта Уеллс | Перемога  | [ 19 ] |